# البوذية ما قبل الطائفية
البوذية ما قبل الطائفية، المعروفة أيضًا بأسماء مثل «البوذية المبكرة»، «البوذية الأولى»، «البوذية الأصلية»، و«البوذية البدائية»، تشير إلى المرحلة التي يُعتقد أنها مثّلت البوذية قبل نشوء المدارس البوذية المبكرة المختلفة، والتي ظهرت حوالي عام 250 قبل الميلاد، وما تلاها من انقسامات إلى طوائف فرعية في البوذية.
يُستلزم استنتاج أو إعادة بناء محتوى وتعاليم البوذية ما قبل الطائفية من أقدم النصوص البوذية، التي تحمل بطبيعتها طابعًا طائفيًا بالفعل. هذا الموضوع يظل محط نقاش واسع ومكثف بين الباحثين، إذ لا يتفق جميعهم على إمكانية التوصل إلى إعادة بناء ذات قيمة أو معنى. ويُستخدم مصطلح «البوذية المبكرة» أحيانًا للإشارة إلى فترات زمنية متأخرة بشكل ملحوظ.

## الاسم
توجد عدة مصطلحات تُستعمل للإشارة إلى الفترة الأولى من البوذية، ومنها:
- «البوذية ما قبل الطائفية»
- «البوذية الأولى»
- «البوذية الأصلية»
- «بوذية بوذا نفسه»
- «البوذية ما قبل النصوصية»
- «البوذية البدائية»

يشير بعض العلماء اليابانيين إلى المرحلة التي جاءت بعد ظهور مدارس البوذية المبكرة باسم «البوذية الطائفية».

## الفترة الزمنية
تشير البوذية ما قبل الطائفية إلى البوذية الأولى، التي تشمل الأفكار والممارسات التي تُنسب إلى غوتاما بوذا نفسه. كما يمكن أن تعبر عن البوذية المبكرة كما كانت قبل حدوث أول انقسام موثق داخل سانغا. ووفقًا لما ذكره لامبرت شميتهاوزن، فإن هذه المرحلة تمثل «الفترة النصوصية التي سبقت ظهور المدارس البوذية المختلفة وتطور مواقفها المتباينة».
على عكس الادعاء بوجود عقيدة ثابتة، كانت البوذية المبكرة حركة ديناميكية ومتغيرة. من المحتمل أن البوذية ما قبل الطائفية قد تضمنت أو استوعبت أفكارًا ومدارس فكرية أخرى تنتمي إلى الشرامانية، بالإضافة إلى عناصر من التقاليد الفيدية والجاينية. تُحدد فترة «البوذية المبكرة»، بمعنى البوذية ما قبل الطائفية، وفقًا لعلماء مثل بول ج. غريفيثز وستيفن كولينز، بأنها تمتد من زمن بوذا التاريخي حتى عهد الملك أشوكا (حوالي 268 إلى 232 قبل الميلاد). ووفقًا لمعظم الباحثين، حدث أول انقسام موثق بين انعقاد المجلس البوذي الثاني والمجلس البوذي الثالث.
يرى كل من إتيان لاموت وهيراكاوا أن أول انشقاق في صفوف السانغا البوذية وقع خلال عهد أشوكا. ومع ذلك، يشير الباحث كوليت كوكس إلى أن «معظم العلماء يتفقون على أن جذور المجموعات الأولى المعترف بها تعود إلى ما قبل عهد أشوكا، لكن الانفصال الفعلي بين تلك المجموعات لم يحدث إلا بعد وفاته». تُعتبر مجموعتا «الستهافيرا نيكايا» و«المهاسانغيكا» غالبًا أولى المجموعات التي ظهرت عقب الانقسام الأول في السانغا. ومع مرور الزمن، تطورت هذه الانقسامات لتؤدي إلى ظهور ثماني عشرة مدرسة مختلفة.
يُرجّح أن مدارس الماهايانا التي جاءت لاحقًا حافظت على بعض الأفكار التي تخلّت عنها «الأرثوذكسية» التيرافادية. من بين هذه الأفكار عقيدة الأجساد الثلاثة، التي تصف الطبيعة المتعددة لبوذا، وفكرة الوعي (فيجنانا) كاستمرارية متصلة، بالإضافة إلى عناصر تعبدية بارزة مثل عبادة القديسين.

## البوذية الأولى وحركة الشرامانا
كانت البوذية ما قبل الطائفية في جوهرها جزءًا من الحركات الشرامانية التي ازدهرت خلال فترة زمن بوذا. شهد ذلك العصر في الهند مرحلة من التحضر والنمو الفكري، حيث برز الشرامانات كفلاسفة جوّالين رفضوا سلطة الفيدا وكهنوت البراهمة. ركز هؤلاء الفلاسفة على البحث عن التحرر من دورة السامسارا، مستخدمين أساليب متنوعة تشمل الممارسات الزهدية والسلوك الأخلاقي.
أدت حركة الشرامانات إلى نشوء مدارس دينية وفلسفية متنوعة، كان من أبرزها البوذية ما قبل الطائفية، بالإضافة إلى اليوغا وبعض المدارس المرتبطة بالهندوسية، والجينية، والآجيفيكا، والأجنانية، والشارفاكا. كانت هذه المدارس من بين الأكثر تأثيرًا في تلك الفترة. كما أسهمت الحركة الشرامانية في ترسيخ مفاهيم أساسية أصبحت شائعة في جميع الأديان الهندية الكبرى، مثل مفهوم السامسارا، الذي يشير إلى دورة الميلاد والموت المتكررة، ومفهوم المكشا، الذي يمثل التحرر النهائي من تلك الدورة.
ورغم النجاح الذي حققه الفلاسفة والمتصوفة الجوالون في نشر أفكار ومفاهيم تبنتها لاحقًا جميع الأديان الهندية، واجهت مدارس الشرامانات الفكرية معارضة شديدة من المدارس الأرثوذكسية للفلسفة الهندوسية (آستيكا). رفضت هذه المدارس الأرثوذكسية عقائد الشرامانات ووصفتها بأنها «غير أرثوذكسية» (ناستيكا)، لأنها لم تعترف بسلطة الفيدا المعرفية.
تعكس مفاهيم السامسارا، والكارما، والولادة المتجددة تطورًا جوهريًا في الفكر الديني الهندي. انتقل هذا التطور من فكرة وجود واحد نهائي، يُحاسب فيه الفرد على أفعاله، وتُحدد مكافآته أو عقوباته بناءً على الكارما الخاصة به؛ إلى تصور وجود متعدد، تُوزَّع فيه المكافآت أو العقوبات عبر سلسلة مستمرة من الولادات المتكررة. ومع مرور الوقت، أصبح الهدف المركزي هو السعي للتحرر من هذه الدورة الأبدية. وقد مثل هذا التحرر جوهر السعي الفكري والروحي لحركة الشرامانا.
من المحتمل أن تكون الطقوس الفيدية، التي كانت تهدف بالأساس إلى ضمان دخول الفرد إلى الجنة، قد ساهمت في هذا التطور الفكري. فقد أدى إدراك محدودية تلك الطقوس وعدم قدرتها على تحقيق تحرير أبدي إلى ظهور حاجة ملحة للبحث عن وسائل أخرى تحقق الخلاص الحقيقي.

## المنهجية والدراسات الأكاديمية
لا يمكن تتبع أصول البوذية الأولى بدقة إلا من خلال دراسة النصوص البوذية المتوفرة حاليًا، وهي نصوص تمثل مجموعات ذات طابع طائفي منذ نشأتها. ولهذا السبب، فإن أي محاولة لإعادة بناء النواة الأصلية للبوذية تظل مؤقتة وغير مؤكدة.
إحدى الطرق التي يعتمدها الباحثون للوصول إلى هذه النواة الأقدم تتمثل في مقارنة أقدم النسخ المتاحة من «الكانون البالي» التابع للمدرسة التيرافادية مع النصوص المتبقية لمدارس أخرى مثل السارفاستيفادا، والمولا-سارفاستيفادا، والماهيساساكا، والدارماغوبتاكا. وتشمل هذه المقارنات أيضًا الأغامات الصينية وأجزاء أخرى من النصوص الأولى، مثل النصوص الغاندارية.
تُعتبر النصوص الأولية للماهايانا، التي تحتوي على مواد تتطابق إلى حد كبير مع تلك الموجودة في شريعة بالي، مثل «سوترا سالستامبا»، دليلًا إضافيًا على تلك المرحلة المبكرة من تطور البوذية
بدأت الدراسة المقارنة للنصوص البوذية المختلفة في القرن التاسع عشر، عندما قام صموئيل بيل بنشر ترجمة مقارنة بين نص «باتيموكا» البالي و«براتيموكشا» الدارماغوبتاكي الصيني عام 1859، حيث أظهر أنهما متطابقان تقريبًا.
في عام 1882، وسّع بيل نطاق مقارناته لتشمل السوترا الصينية والسوتا البالية. ومن خلال ملاحظاته، تنبأ بدقة قائلًا: «عندما تفحص مجموعات الفينايا والأغاما بشكل شامل، لا شك لدي في أننا سنجد معظم، إن لم يكن كل، السوتا البالية موجودة بشكل ما في النصوص الصينية».
في العقود التي تلت عمل صموئيل بيل، واصل باحثون متعددون تقديم دراسات مقارنة موسعة. من بين هؤلاء كان أنيساكي وأكانوما، الذي أنشأ فهرسًا شاملًا للتوازي بين النصوص، إضافة إلى مساهمات يين شون وثيتش منه تشاو. وقد أكدت هذه الدراسات، إلى جانب الأبحاث الحديثة التي أجراها أنالايو، وماركوس بينغنهايمر، ومن-كيات تشونغ، أن المحتوى العقائدي الأساسي لنيكايا «ماجهيما» و«ساميوتا» في النصوص البالية، وكذلك «مادهيا ما» و«ساميوكتا أغاما» في النصوص الصينية، يشترك في تشابه كبير. ومع ذلك، كما أشار أنالايو، توجد «اختلافات عرضية في التفاصيل».
وفقًا لآراء علماء مثل روبرت جيثين وبيتر هارفي، فإن أقدم التعاليم المسجلة في البوذية توجد في النيكايا الأربعة الأولى من «سوتا بيتاكا» وفي نظائرها المتعددة المكتوبة بلغات أخرى. يُضاف إلى ذلك الجزء الأساسي من القواعد الرهبانية، التي بقيت محفوظة في النسخ المختلفة من «باتيموكشا». أشار هؤلاء العلماء إلى أن هناك ما يمكن وصفه بـ«نواة» داخل هذه النصوص الأقدم، وهي مجموعة من القصائد والعبارات التي يُعتقد أنها تمثل أقدم أجزاء «سوتا بيتاكا».

موثوقية هذه المصادر وإمكانية استخراج «نواة» تمثل أقدم التعاليم البوذية تبقى محل نقاش وجدل كبير بين العلماء. وفقًا لتيلمان فيتر، فإن مقارنة النصوص الأقدم المتوفرة "لا تؤدي ببساطة إلى الوصول إلى النواة الأقدم للعقيدة". وفي أفضل الأحوال، يمكن لهذه المقارنات أن تقود إلى:
«قانون ستهافيرا» يعود تاريخه إلى حوالي عام 270 قبل الميلاد، وهي فترة تسبق الأنشطة التبشيرية المكثفة في عهد أشوكا، وكذلك النزاعات العقائدية التي أدت لاحقًا إلى الانقسامات داخل تقليد الستهافيرا. ومع ذلك، أشار فيتر إلى وجود تناقضات داخل هذه النصوص، مما يستلزم تطبيق طرق تحليلية أخرى لحل تلك التناقضات.
بسبب هذه الإشكاليات، جادل باحثون مثل إدوارد كونز وإيه. كيه. واردر بأن المواد المشتركة فقط بين قانوني الستهافيرا والمهاسانغيكا يمكن اعتبارها الأكثر أصالة. ذلك أن هاتين الجماعتين تمثلان أول انقسام كبير داخل السانغا البوذية بعد الانشقاق الأول.
تكمن المشكلة الرئيسية في قلة المواد المتبقية من مدرسة المهاسانغيكا. ومع ذلك، فإن ما هو متاح، مثل «براتيموكشا» و«فينايا» المهاسانغيكا، يتفق في الغالب من الناحية العقائدية مع نصوص الستهافيرا. تشمل المصادر الأخرى المرتبطة بالمهاسانغيكا نصوصًا مثل «المهافاستو» و(ربما) «سوترا شاليستامبا». وتتميز هاتان الوثيقتان باحتوائهما على عبارات وعقائد تتوافق مع تلك الموجودة في قوانين الستهافيرا.
تتناول دراسات أخرى بارزة موضوعات متنوعة، منها وصف «الرؤية المحررة» الذي عرضه لامبرت شميتهاوزن، وتحليل البوذية المبكرة الذي قدمه تيلمان فيتر، والأبحاث الفيلولوجية المتعلقة بالحقائق الأربع التي عمل عليها ك.ر. نورمان، إلى جانب الدراسات النصية التي أجراها ريتشارد غومبريتش. كما تشمل هذه الدراسات الأبحاث التي تناولت أساليب التأمل المبكرة، والتي قام بها يوهانس برونكهورست.